# Elorrio
Elorrio – gmina w Hiszpanii, w prowincji Biskaja, w Kraju Basków, o powierzchni 37,32 km². W 2011 roku gmina liczyła 7283 mieszkańców.